# Graphocephala depicta
Graphocephala depicta är en insektsart som beskrevs av Young 1977. Graphocephala depicta ingår i släktet Graphocephala och familjen dvärgstritar. Inga underarter finns listade i Catalogue of Life.